# ナント
ナント（Nantes）は、フランスの西部、ロワール川河畔に位置する都市。ブルトン語（ブレイス語）ではナオネト（Naoned）、ガロ語ではノーント（Naunnt）と称する。ペイ・ド・ラ・ロワール地域圏の首府であり、ロワール＝アトランティック県県庁所在地である。ブルターニュ半島南東部に位置し、大西洋への玄関口となっている。国内第6位の人口を持つ都市である。日本ではフランス王アンリ4世によりナントの勅令が出された歴史ある都市として知られる。

## 地理

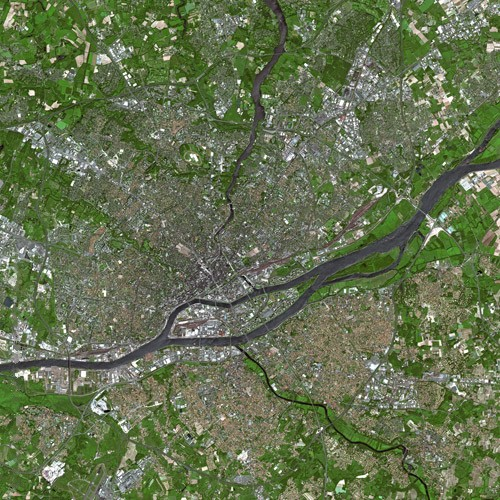
衛星写真で見るナント

ロワール＝アトランティック県内でのナントの位置

ナントは、ロワール川の沖積土の流域、いくつもの川の合流点に位置する。北はブルターニュ独特のボカージュ（bocage、生け垣に囲まれた農地）を擁するなだらかな丘陵地帯に向けて徐々に高くなり、南はブルトン湿原の一部である平野に連なる。ナントと接するコミューンは、ブゲネ、カルクフー、ラ・シャペル＝シュル＝エルドル、オルヴォー、ルゼ、サン＝テルブラン、サン＝セバスティアン＝シュル＝ロワール、サント＝リュース＝シュル＝ロワール、トレリエール、ヴェルトゥである。
大西洋岸、あるいはレンヌやアンジェといった市街地からは自動車で1時間以下の距離である。

### 地形
ナントはヘルシニア造山運動期に属するアルモリカ山塊の南部、ロワール河口から東におよそ50kmの地点に位置している。市街はロワール川の両岸に広がるが、市域の大部分は右岸、すなわち北側に位置する。ロワール川は旧市街の南部で2本の分流となり、南北両岸と12箇所の橋で結ばれたナント島（面積337ヘクタール）を抱く。エルドル川は北から南に市街を流れ、ロワール川に注ぐ。セーヴル・ナンテーズ川は南から同様にロワール川に注いでいる。
ロワール北岸のナント市域はブルターニュ地溝の存在が特徴であり、断層線はヘルシニア造山運動期の褶曲で高さが100mある。川が形成した谷はサンタンヌの丘でこれを横断している。
南には標高30mに満たないペイ・ド・レ台地がある。全長43kmの外周環状自動車道路が郊外の一部を含んでナントで囲んでいる。市街へはこの環状道路沿いに並ぶ複数の分岐からアクセス可能である。このナント外周環状自動車道路は、フランス国内最長である。
ナントの面積は6,600ヘクタールあり、そのうち1,100ヘクタールは緑地と公園となっている。ナント・メトロポールは、24のコミューンをまとめたもので、総面積は52,336ヘクタールである。ナント＝サン＝ナザール都市圏はロワール河口域一帯に広がり、面積は220,900ヘクタールである。

### 水利

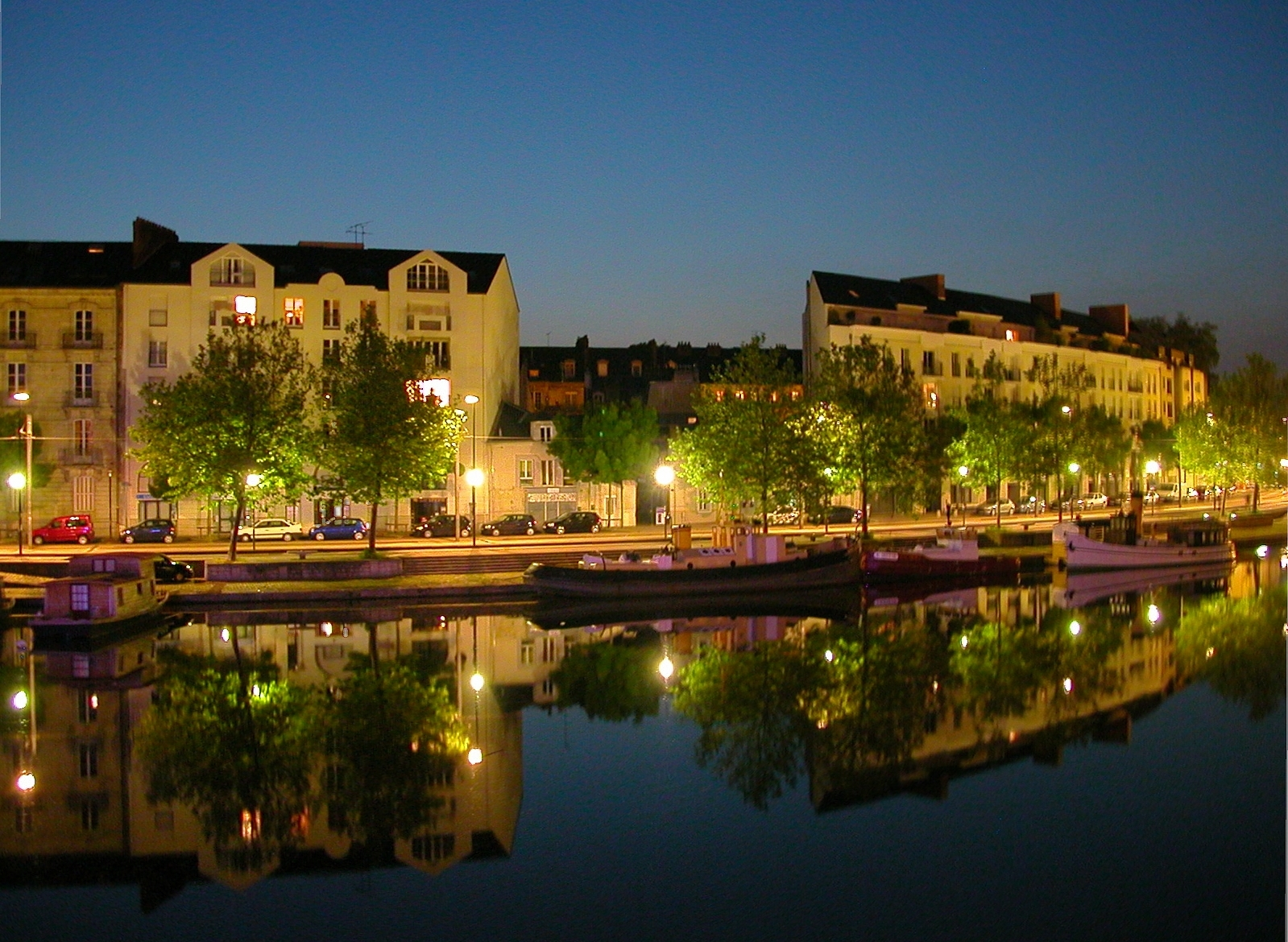
夜のエルドル川

複数の川や運河が合流する地点に位置し、多くの島があることからナントは長らく『フランス西部のヴェネツィア』と呼ばれてきた。運河の大部分とロワール川北岸は20世紀初頭に埋め立て、あるいは暗渠化された。最も大規模な工事は1929年に始められたもので、ロワール川の北の分流およびエルドル川との合流地点を埋め立てるものである。以降この一帯は航行可能な地下運河で迂回されており、これは古くからのロワール川分流の一部をなすサン＝フェリックス運河に接続されている。
ナント市街はロワール川によって南北に隔てられ、ロワール川には2つの分流に囲まれたナント島が浮かぶ。この北と南の2分流はそれぞれマドレーヌ川とピルミユ川と呼ばれている。また市街にはエルドル川、セーヴル・ナンテーズ川、シェジーヌ川、ジュヴル川、サン川も流れる。さらに複数の小さな水路もあり、大部分が運河で暗渠化されたものが多いが、中には公園整備の一環として再び水路の姿を取り戻したものもある。

### 気候
ナント、あるいはさらに広くいえばロワール＝アトランティック県は温帯で海洋性気候である。この気候の影響はロワール河口地域および起伏を欠く地形によって大幅に和らげられている。冬は温暖で最低気温－5℃、最高気温10℃で多雨であり、夏はこれに比べ晴天が多いものの同様に過ごしやすい（最低気温17℃、最高気温35℃）。降雨はしばしばあるが激しいものではない。年間降水量はおよそ820mmであり、これは各年で大きく異る。降雪は滅多にない。
この気候は、ナントにある多くの公園や庭園が示す如く、植物の成長に非常に適している。
ナントでの風向は、大西洋熱帯低気圧に由来する西が基本的であり、北・北西・西風が多い。南西と北東の風は比較的希である。
またロワール流域では谷底に生ずる朝靄が知られている。
| ナントの気候 | ナントの気候 | ナントの気候 | ナントの気候 | ナントの気候 | ナントの気候 | ナントの気候 | ナントの気候 | ナントの気候 | ナントの気候 | ナントの気候 | ナントの気候 | ナントの気候 | ナントの気候   |
| 月 | 1月          | 2月          | 3月          | 4月          | 5月          | 6月          | 7月          | 8月          | 9月          | 10月         | 11月         | 12月         | 年             |
| --- | ------------ | ------------ | ------------ | ------------ | ------------ | ------------ | ------------ | ------------ | ------------ | ------------ | ------------ | ------------ | -------------- |
| 最高気温記録 °C （°F） | 18.2 (64.8)  | 21.4 (70.5)  | 23.8 (74.8)  | 28.3 (82.9)  | 32.7 (90.9)  | 36.8 (98.2)  | 40.3 (104.5) | 39.2 (102.6) | 34.3 (93.7)  | 30.2 (86.4)  | 21.1 (70)    | 18.4 (65.1)  | 40.3 (104.5)   |
| 平均最高気温 °C （°F） | 9.0 (48.2)   | 9.9 (49.8)   | 13.0 (55.4)  | 15.5 (59.9)  | 19.2 (66.6)  | 22.7 (72.9)  | 24.8 (76.6)  | 25.0 (77)    | 22.1 (71.8)  | 17.5 (63.5)  | 12.4 (54.3)  | 9.3 (48.7)   | 16.7 (62.1)    |
| 日平均気温 °C （°F） | 6.1 (43)     | 6.4 (43.5)   | 8.9 (48)     | 11 (52)      | 14.6 (58.3)  | 17.7 (63.9)  | 19.6 (67.3)  | 19.6 (67.3)  | 17 (63)      | 13.5 (56.3)  | 9.1 (48.4)   | 6.4 (43.5)   | 12.5 (54.5)    |
| 平均最低気温 °C （°F） | 3.1 (37.6)   | 2.9 (37.2)   | 4.8 (40.6)   | 6.4 (43.5)   | 9.9 (49.8)   | 12.6 (54.7)  | 14.4 (57.9)  | 14.2 (57.6)  | 11.9 (53.4)  | 9.4 (48.9)   | 5.7 (42.3)   | 3.4 (38.1)   | 8.3 (46.9)     |
| 最低気温記録 °C （°F） | −13.0 (8.6)  | −15.6 (3.9)  | −9.6 (14.7)  | −2.8 (27)    | −1.5 (29.3)  | 3.8 (38.8)   | 5.8 (42.4)   | 5.6 (42.1)   | 2.8 (37)     | −3.3 (26.1)  | −6.8 (19.8)  | −10.8 (12.6) | −15.6 (3.9)    |
| 降水量 mm （inch） | 86.4 (3.402) | 69.0 (2.717) | 60.9 (2.398) | 61.4 (2.417) | 66.2 (2.606) | 43.4 (1.709) | 45.9 (1.807) | 44.1 (1.736) | 62.9 (2.476) | 92.8 (3.654) | 89.7 (3.531) | 96.8 (3.811) | 819.5 (32.264) |
| 平均降水日数 | 12.3         | 10.0         | 10.1         | 10.1         | 10.9         | 7.2          | 6.9          | 6.6          | 8.0          | 11.8         | 12.2         | 13.0         | 119.1          |
| 平均降雪日数 | 1.2          | 1.3          | 0.8          | 0.3          | 0.0          | 0.0          | 0.0          | 0.0          | 0.0          | 0.0          | 0.4          | 1.1          | 5.1            |
| % 湿度 | 88           | 84           | 80           | 77           | 78           | 76           | 75           | 76           | 80           | 86           | 88           | 89           | 81.4           |
| 平均月間日照時間 | 73.2         | 97.3         | 141.3        | 169.8        | 189.0        | 206.5        | 213.7        | 226.8        | 193.8        | 118.2        | 85.8         | 76.1         | 1,791.3        |
| 出典1：Meteo France“Données climatiques de la station de Nantes” (French). Meteo France. 2014年12月10日閲覧。 “Climat Pays de la Loire” (French). Meteo France. 2014年12月10日閲覧。      |              |              |              |              |              |              |              |              |              |              |              |              |                |
| 出典2：Infoclimat.fr (humidity, snowy days 1961–1990) “Normes et records 1961–1990: Nantes-Atlantique (44) – altitude 26メートル (85フィート)” (French). Infoclimat. 2014年12月10日閲覧。 |              |              |              |              |              |              |              |              |              |              |              |              |                |

## 歴史

### 古代
ナントの場所に最初に定住したのはケルト人であった。紀元前70年頃、ガリア人の一部族であるナムネティ人が町をつくった。この後の紀元前56年にユリウス・カエサルによって占領され、ポルトゥス・ナムネトゥス（Portus Namnetus）と呼ばれた。

### ガロ＝ローマ時代
3世紀から4世紀にはロワール河口地方の主要な都市となり、周辺の集住地と同様にコンデウィクヌム（Condevicnum）という旧称から一帯に住む人々の名を取った名称へ改称された。こうした地名の改変はローマ帝国の安定が崩壊しつつある時期に行なわれている。この時期の宗教的彫刻や奉納文の中には、土着の古いケルト神話の復興を示す記述が発見されている。地名の変更はおそらく、土着民のガリア的な民族性の復興という一連の現象の一部である。
280年頃、サクソン人海賊の襲撃から都市を守るためにローマ帝国は数多くの駐屯地を設置した。こうした駐屯部隊はおそらくブリテン島地域からやってきたと考えられている。エルドル川沿いにはブリトン由来の地名が残されており、ブリトン人たちはエルドル川流域へと分布を拡大したと考えられている。駐屯ブリトン人たちはロワール川沿いにブロワに至るまで配置されていた。
ナントがキリスト教化されたのは紀元3世紀である。285年にはサクソン人、500年頃にフランク人、6世紀から8世紀にかけてブリトン人、9世紀にはノルマン人の襲来を経験した。"ナントの町は何年もの間人の少なく荒れ果て、イバラやサンザシが生い茂っていた。"、ナント年代記は946年までのナントの様子を述べている。ブリトン王国最後の王であったアラン偉大王の孫にあたる、アラン捩髭公（のちのブルターニュ公アラン2世）が祖父の敵であるノース人を追放し、ブルターニュ公国を建国した。

### 中世
ブルターニュ公コナン4世の時代、ナント伯オエルはポルオエ子爵ウード2世（ブルターニュ女公ベルトの2度目の夫。コナン4世の継父）とブルターニュ公領を2人で分割する盟約を結ぶ。しかし、アンジュー伯ジョフロワ6世（イングランド王ヘンリー2世の実弟）が支援したナント領民の反乱に脅かされ、ウードンへの派兵ができず、ウード2世はナントを占領したコナン4世に捕らえられた。コナン4世は公国内で頻発する反乱を抑えることができず（イングランドが陰で反乱を支援していた）、イングランドに助けを求めた。その見返りとしてイングランドは政略結婚を求め、コナン4世の一人娘コンスタンスとヘンリー2世の四男ジェフリーを結婚させた。この後、ブルターニュ公国はイングランドの属国同様となる。
ジョフロワ2世の子アルテュールは、フランス王フィリップ2世を庇護者としていたことから、イングランドの王位継承権問題もからんでブルターニュはイングランド＝フランス間の係争地となった。アルテュールが実の叔父であるジョン王に謀殺された後、ブルターニュ公位はアルテュールの異父妹アリックス・ド・トゥアールが継承した（アリックスが幼少であったため、フィリップ2世が摂政を務めた）。

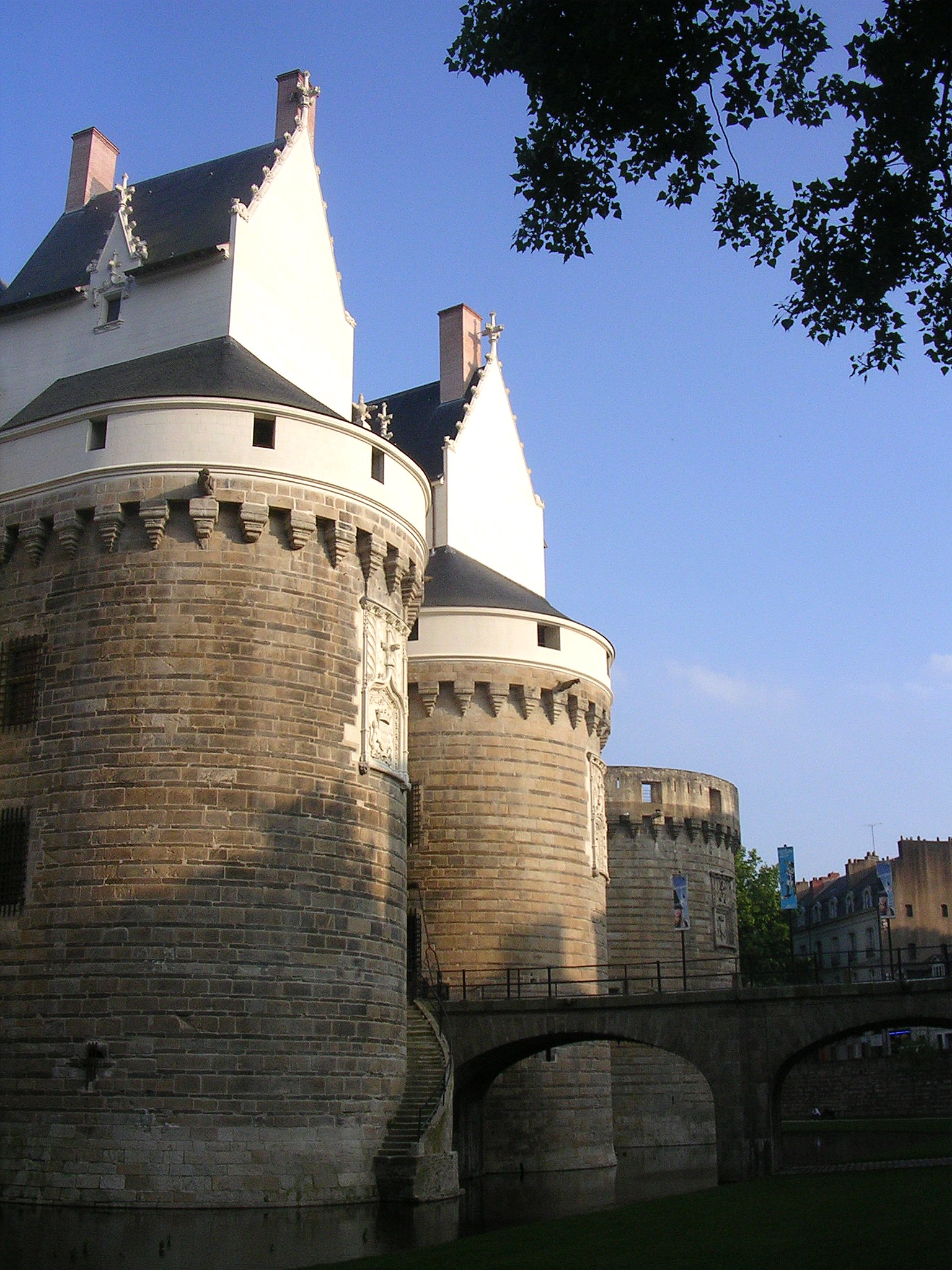
ブルターニュ公爵城

カペー朝期のブルターニュ公時代、ナントはレンヌをしのぐ政治の中心地となった。それまでの公の本拠地ブーフェ城の代わりにナントにブルターニュ公爵城が建てられた。
ブルターニュ継承戦争時、ナントはブルターニュ公ジャン3世の後継としてジャン・ド・モンフォール（のちのジャン4世）を受け入れ、1341年5月に彼は公国を継承した。2週間の包囲戦後の1341年11月21日に、ブルターニュ公位請求者シャルル・ド・ブロワがフランスの後押しを受けてナントを征服し、ジャン4世を捕虜とした。その後ナントはブロワ派側についた。

### フランス併合
1488年、ブルターニュ公フランソワ2世の急死で公位についたのは、まだ11歳の一人娘アンヌ・ド・ブルターニュであった。幼いアンヌをもり立てていかねばならないところを、貴族らは支配権を巡って争いを続け、そこへブルターニュ公国領併合を目論むフランスが介入することになった。ナントはフランス軍に素早く包囲された。1487年の戦いと1491年の戦い（アルブレ領主アラン・ダルブレは、最後にルイ2世・ド・ラ・トレモイユへ城を差し出した）が知られている。

1491年にシャルル8世はナントへ入城した。後ろ盾のないアンヌは、シャルル8世と結婚する以外に公国を維持することができず、やむなく結婚に同意した。1498年に、子供がないままシャルルと死別。公国の独立のために、彼女はルイ12世と再婚した。
1487年から1491年まで続いた戦争で（狂った戦争、道化戦争とも）、ブルターニュは敗退し、1532年のブルターニュ併合令によってフランスへ併合された。独立ブルターニュ公国の最後の女公アンヌの2度のフランス王との結婚で、ブルターニュ領は将来の併合を予期していた。そして最終的に、アンヌの長女クロードとその夫フランソワ1世の時代に併合は完了した。

### ルネサンス期のナント
ナントは、15世紀の終わりには人口約4万人に達していた。しかし、1501年に初めてペスト大流行がナントを襲い、犠牲者およそ4,000人を出す事態となった。その後の大流行は1522年、1523年、1529年にも起きた。
フォスの建設が1517年に始まった（後にフォス埠頭となる）。1543年、ジャン・ド・ブロスがブルターニュ総督となった。その代わりとして、彼はブルターニュ公位授爵を断念している。

### ブルターニュ高等法院
多様な名前を持つブルターニュ高等法院は、その発祥時からヴァンヌで開かれてきた。独立国でなくなったことで寧ろ代わる権威を求めてブルターニュ側の高等法院の存在にこだわる意識は強かった。1553年から1561年までレンヌとナントが対立し、2都市の間で交互に高等法院が開会された。フランス王にしてブルターニュ公僭称者アンリ2世は1557年に、高等法院はナントでのみ開催されると決めた。
この決定に対するレンヌの抗議を前にして、摂政であり最後のブルターニュ公妃僭称者カトリーヌ・ド・メディシスは、1560年3月15日に少年王シャルル9世が出した勅令によってレンヌで高等法院が開催されることを定めた。一説では、経済力のあるナントが反乱を起こす可能性を王室が恐れたためともいう。
ナントは1790年まで、ブルターニュ会計局が置かれていた（1492年から1499年までヴァンヌにあった）。この会計局庁舎は現在ロワール＝アトランティック県庁舎となっている。ナントは他に、フランソワ2世公によってつくられたブルターニュ唯一の大学（ナント大学）も保持していた。

### ナントの勅令
メルクール公フィリップ＝エマニュエルは、1582年9月5日にブルターニュ総督に任命され、ナントの街と居城が与えられた。彼の妻は、かつてブルターニュ公を出したパンティエーヴル家の女子相続人で、そのために彼はブルターニュ独立派に属していた。メルクール公は1584年以降、反プロテスタントのカトリック同盟に加わり、プロテスタントの王アンリ4世に対抗した。メルクール公は王に対抗した最後のカトリック同盟者となり、1588年に縁戚関係にあった同盟の首領ギーズ公アンリ1世が暗殺された後もナントに籠城して抗争を続けた。1593年にアンリ4世が正式にカトリックへ改宗した後の1597年に彼は戦いをやめ、アンジェへ向かい王に帰順した。ナントはこの対立に大きな代価を払うことになり、16世紀半ばまではそれまでと比べて翳りのある時代を経験することとなった。ブルターニュがカトリック同盟の最後の州であったこと、中でもナントが同盟の最後の都市であったことから、アンリ4世は1598年に有名な勅令を宣言する都市としてナントを選び、宗教対立を終結させた。
1675年、ナントは印紙税一揆の舞台となった。

### 三角貿易

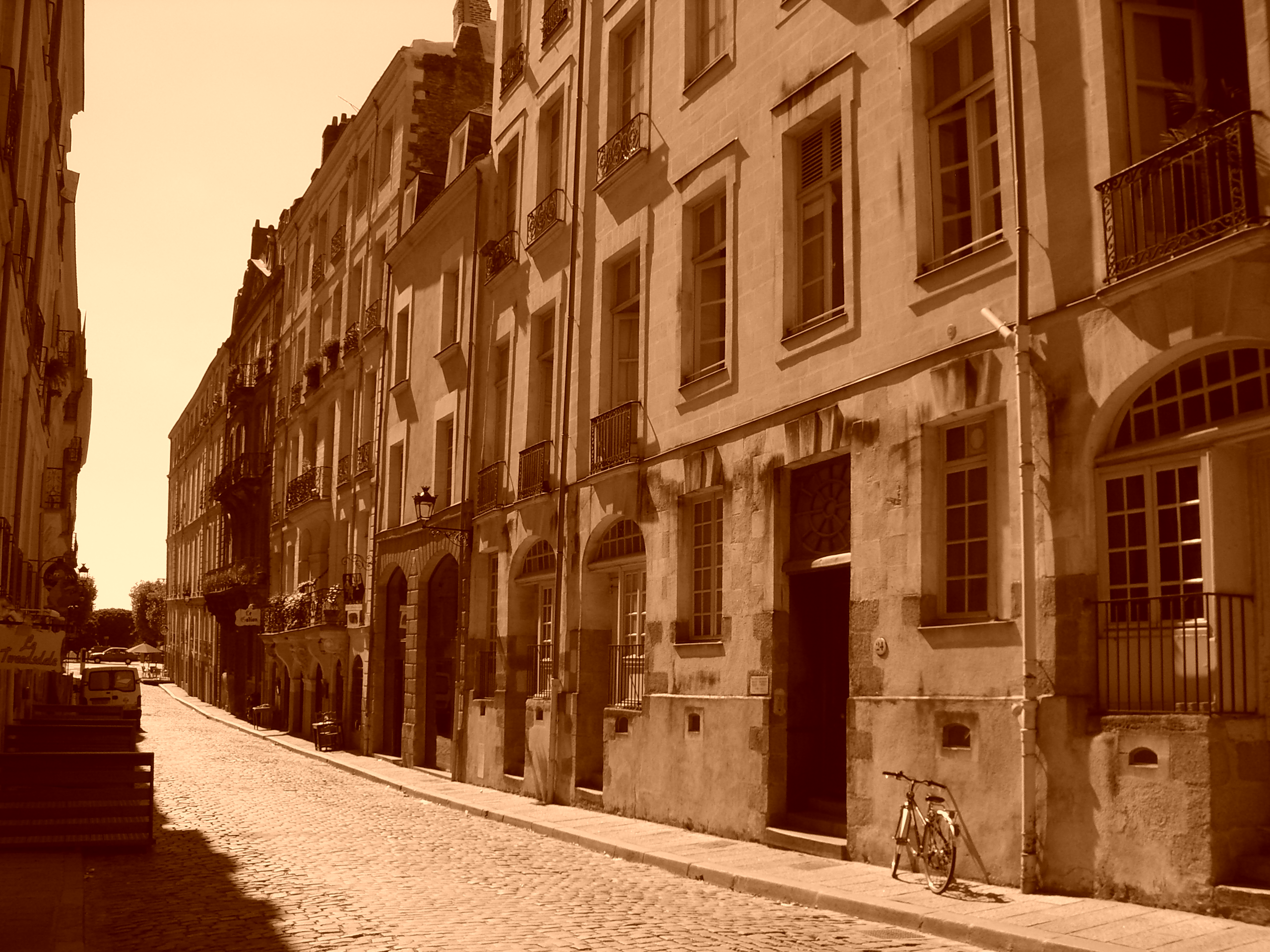
フェイドー島の奴隷船の繁栄によって建設された建物は支柱の上に建てられ壁が撓んでいる。

18世紀、ナントは地元船主の幸運でなされた三角貿易によって生じた、急激な経済発展で知られた。ナントはフランスの所有する奴隷船の母港であった。1674年以後、ナントとアンティル諸島との貿易の緊張関係が乱暴なまでに加速した。この年はフランス西インド会社の活動停止措置、そして1685年から1688年の間平均でさらに60の武装船が必要になった、セネガル会社の創設がなされた年であった。また、17世紀の名誉革命でイングランドを追われたジャコバイトたちがナントへ逃れて、共同体をつくった時期も重なった。以後彼らはボルドーやラ・ロシェル、イスパニョーラ島のサン＝ドマングにも共同体をつくった。
1669年から、ルイ14世はアンティル諸島への奴隷輸出認可を既存の会社に独占させず、国王自身で決めることとした。これがナントの船主たちに巨額の富をもたらした。黒人法（フランス語: Code Noir, フランス植民地帝国内での解放奴隷の活動を制限し、カトリック以外の宗教を禁じて、植民地からユダヤ人を追放した法律）が施行された1685年だけで、ナントは対アメリカ大陸用の船舶58隻を備えていた。1686年以後、港には大西洋を横断できる50バレル以上の船舶84隻があった。これは1666年の3倍以上であった。1704年には、その6倍の151隻となった。
1688年から、ナントの船主たちはアメリカ大陸へ向けて大勢の黒人奴隷を輸送した。1427回もの遠征がナントで準備され、いずれもフランスのアフリカ奴隷貿易手形が42%を占めていた。ナントは三角貿易で富を築き、ヨーロッパ大陸初のアフリカ奴隷貿易の基地となった。ナントを本拠地とする大型奴隷船は、アフリカ大陸西岸へ向けて発った。そこで船長は、地元の首長から物々交換で男女の奴隷を買い付け、プランテーション農園での奴隷を必要とするアンティル諸島へ彼らを運んでいった。アンティルからナントへ戻る船には、奴隷を売った金で買い付けた、アンティルで採れる砂糖と香辛料が積まれていた。この貿易の内容を直接外部へ語ることは避けられ、ある者は「黒檀の航海」（Route du Bois d’Ébène）だと話した。
18世紀におけるフランス海港の競争では、ナントは1720年以後に非常に明白な利点を持っていた。これはイングランド出身の貴族を受け入れたためであった。1652年、当時のイングランド護国卿オリバー・クロムウェルと対立したジャコバイトたちは、ナント市内に小さな共同体を築いていたのである。
1690年以降、イングランド移民たちは年長者にならって軍人となり、特に奴隷貿易船で主要な役割を担う大貿易商人となった。1720年、イスパニョーラ島南方の辺境へプランテーションが拡大したことで、サン＝ドマングで砂糖が生産されなくなった時、18世紀の文書によればナントはフランス貿易全体の44%を占めていた。パリにある建物の値段が5万リーヴルした時代に、ナントは10人の百万長者がいる州唯一の都市であった。これらの大富豪のリーダーは、サン・マロ生まれのアントワーヌ・ワルシュであった。彼は、イングランド王ジェームズ2世がフランスへ亡命した際に同行し、サンマロに移住した貴族の子であった。ナントに根を下ろしたカトリックのジャコバイトたちは、数十年にわたってサン＝ドマングにプランテーション農園を持ち、輸出分野でイングランドに追いつこうとしていたのであった。
18世紀半ば、ボルドーがナントを押さえてフランス貿易の40%を握るようになった。これは、ボルドー後背地のマザム地方、特にモントーバンの織物産業のためであった。織物を積んだボルドーから出た船は直接サン＝ドマングへ向かい、帰りには砂糖を積んできた。対してナントは、対アンティル貿易に付加価値を付けられる製品に欠け、三角貿易のみに集中していた。奴隷船船長は、サン＝ドマング南部に自身のプランテーション農園を持つことが許されていた。しかし、島で生産された莫大な量の砂糖を持ち帰るには船の容積トン数が不十分であった（イスパニョーラ島は、イギリス領ジャマイカやバルバドスより先に世界初の砂糖輸出地域となっていた）。
ナント出身者が所有する西インド諸島の織物製造所が付加価値を生む製品を作って、18世紀半ばに上記の問題が解消したことで、スイス出身のプルターレス家が再び富を蓄えた。一方で綿花に関する再輸出はサン＝ドマングで多様化し、遠く離れた、イギリスで綿織物産業が産声をあげたマンチェスター地方へも輸出が行われた。
アカディアをアカディア人追放によって追われたアカディア人たちが、1775年から1785年までナントのサンタンヌ区に難民として暮らしていた。

### フランス革命

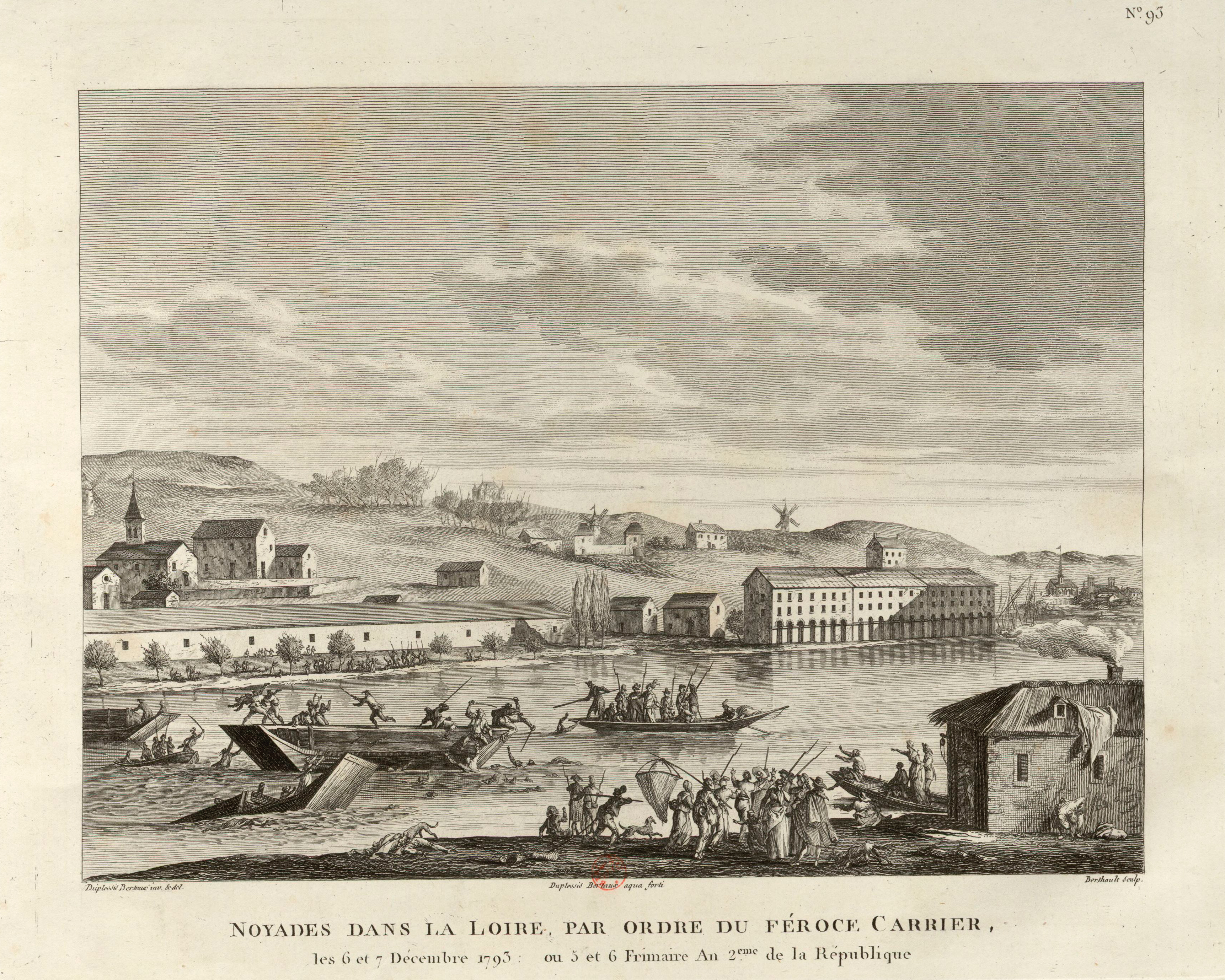
ナントの溺死刑を描いた絵

ヴァンデの反乱の最中にナントは、革命思想を受け入れたために、ジャック・カトリノーとフランソワ・ド・シャレット率いるヴァンデ軍に1793年7月29日に攻撃されたが、防衛に成功した。これがナントの戦いである。カトリノーはこの戦いで重傷を負い死亡、シャレットは、後に捕らえられ1796年3月29日に処刑された。
1793年から1794年の間、国民公会の派遣議員ジャン＝バティスト・カリエは、革命遂行のためナントへ赴き、略式裁判で大勢の捕虜を即決処刑させた（裁判はフランソワ・ビニョンが取り仕切った）。1793年12月末から1794年2月末までに、カリエは2600人もの捕虜を殺害させた。またカリエは、ボートに乗せた捕虜たちをロワール川へ投げ込んで溺死させた、ナントの溺死も指揮した。死刑囚たちは即決後裸にされ、男女1組に縄で縛られ、残酷に溺死させられた。カリエは、この処刑の様子を直立の国外追放と命名した。この処刑方法は「共和国の結婚」の名称で、著名になった。革命思想の急激な拡大をみたこの時代は、後に重い追悼を捧げられるものとなった。

### 近代・現代
19世紀に入り、ナントは工業都市へ変貌した。最初の鉄道は1851年に建設され、多くの工場がつくられた。1940年、ナントはナチス・ドイツに占領された。1941年、ドイツ軍士官フリッツ・ホッツの殺害事件が起こり、その報復として48人の市民が処刑された。1943年8月16日と23日の2度に渡って、イギリス空軍の激しい空爆が行われた。1944年、アメリカ軍がナントを解放した。
1970年代まで、ナント港はロワール川に浮かぶナント島にあった。その後の役割はロワール河口に近いサン＝ナゼールへ移った。その後の20年間、多くの第三次産業がナント周辺へ組織を移してきたが、経済の難局がこれらの多くを閉鎖に追い込んだ。2001年、新たな市中心地とすべく島の再活性を目的とする、再開発計画が始まった。
2003年、フランスの週刊紙レクスプレスで、ナントはフランスで最も緑の多い都市に選ばれた。2003年と2004年には、週刊紙ル・ポワン紙上において最も暮らしやすい都市に選ばれた。2004年8月、タイム紙で『ヨーロッパで最も住みやすい都市』として企画された。

## 経済

### 産業

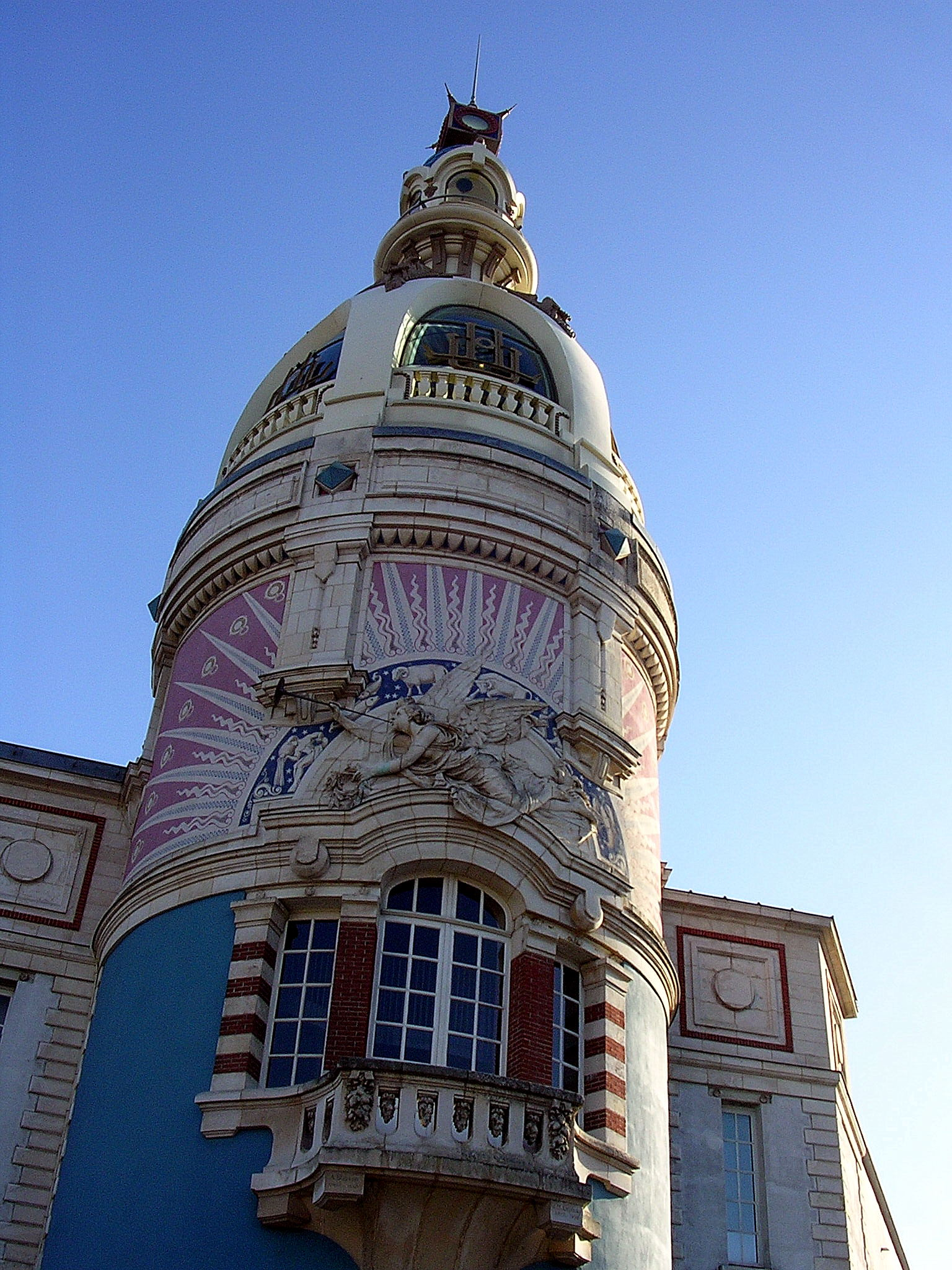
ルフェーヴル＝ユティル社の塔

ナントはかつて、これといって特徴のない産業の都市だった。
ナントはフランスにおけるビスケット製造の揺籃の地である。LUのロゴで知られるルフェーヴル＝ユティル社と、BNのロゴで知られるビスキュイテリー・ナンテーズ社の発祥の地として知られる。駅に近接した中心部に、ルフェーヴル＝ユティル社の工場の一部が保存されており、工場付属の塔はナント市民にとって町の象徴となっている。
1905年、LUは建築家オーギュスト・ブリュイッセンとともに、サン＝ピエール＝エ＝サンタンドレ広場の延長にあたるブルターニュ公爵城に面した場所に、2本の象徴的な塔を建てた。建設は1909年に完了した。塔は3つの部分からなっていた。塔本体には3つの張り出し窓があり、トランペットを吹く天使像が突き出ている。ドーム部分は本体のように6つの窓があり、力と名声を象徴するワシの彫刻で飾られている。頂塔部分は、パリの万国博覧会に出展された前照灯の模範であり、全長38mの金属製の矢を頂いている。ナント市民は、1943年にナントを襲った爆撃で塔が一部破壊されるまで35年間近く、塔とともに育った。1970年当時の大事業で首を切り取るようになくなるまで、塔全てを壊してしまうか、高さを低くして保存するかで議論がなされた。1997年、建築家ジャン＝マリ・レピネが、市から塔の修繕を委任された。目標は、1998年ワールドカップ・フランス大会開幕のために、9つのドームを据えることだった。資料と古い写真を修復の参考にして、青と赤と金色の塔がナント市民の前に再度姿を現した。今日、LUのイニシャルは意味が変わり、塔はLieu Unique（面白い場所、という意味）を意味する、芸術複合施設となっている。2階のエレベーターか130段の階段を使い、東側のデッキで手回しハンドルを使ってジロラマの風景を観察できる。最後の階では、豊富な記録写真で描かれる工場の歴史が詳しく紹介されている。
当時、砂糖産業がナントとナント港の発展で重要な位置を占めていた。ナントにある精糖会社ベガン＝セイの工場は、1935年に建設された。工場は、フランスに造られた最後のサトウキビ加工所である。工場は現在精糖会社テレオスの傘下に入っている。来夏までに現在の工場を閉め、移転する予定であることが発表された。ナント市民は、美しい青と白で塗り分けられた工場建物が保存されることを希望している。
ナントは17世紀から18世紀まで、造船業の一大中心地であった。しかし造船業は、1987年にデュビジェオン・ヤードが閉鎖されたことで終わった。ブーガンヴィル号は、このヤードが送りだした最後の船だった。
ナントのエアバス社地区は、A380機の中央胴体と機首の製造を専門としていることで知られる（工場は実際にはナント・アトランティック空港に近接したコミューン、ブゲネにある）。この地区はA350機建設のためまもなく拡張する。

### サービス
ナントは、パリ証券取引所の会員であるポルザンパルク証券取引所の本部を抱える。

### 海港

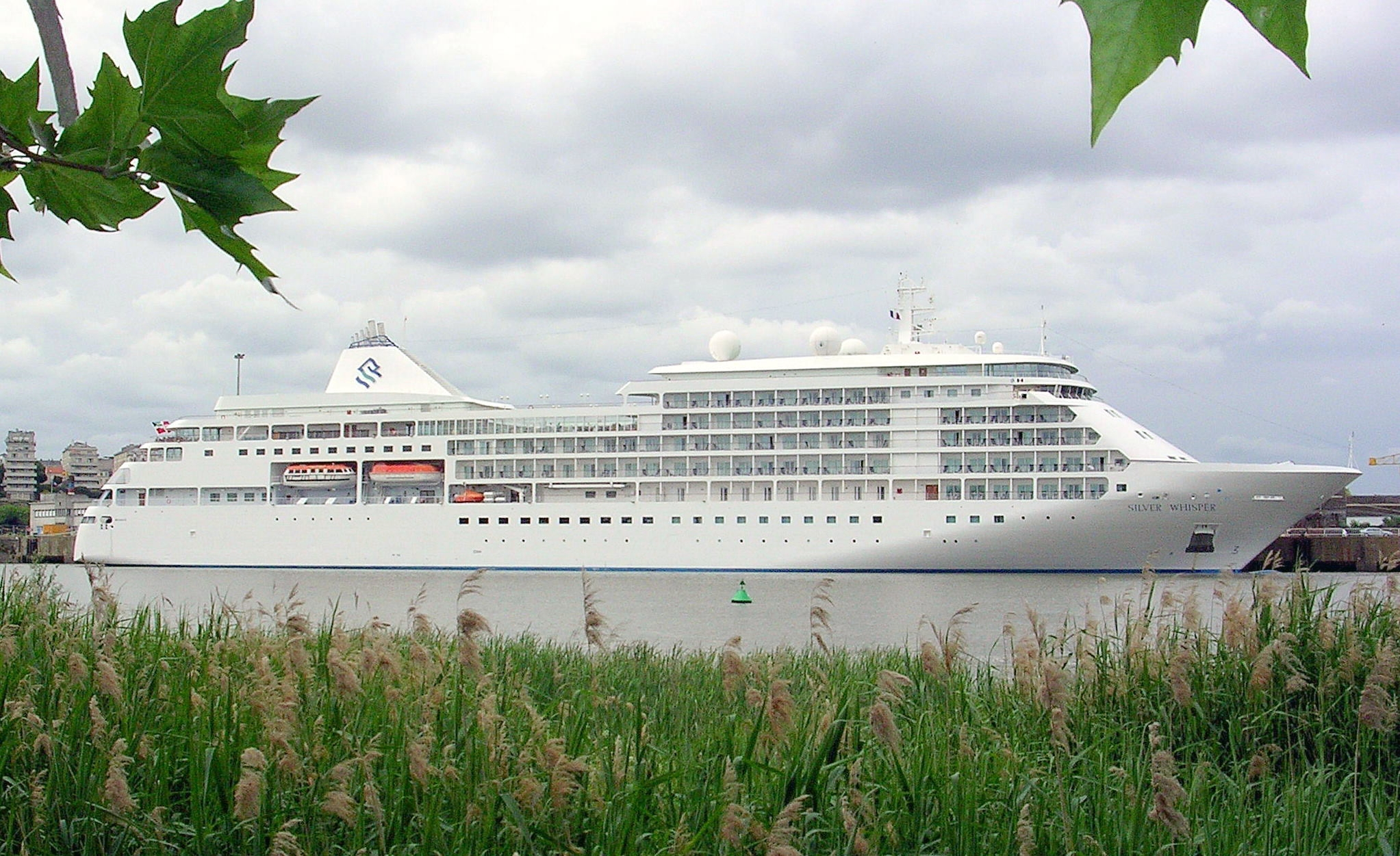
ナント、ウィルソン埠頭に停泊する船舶

巨大なナント＝サン＝ナザール海港（正式にはナント＝サン＝ナザール自治体港）は、国によってつくられた。フランス第4の海港で、2007年度で年間3400万トンの貨物（77%は、石油製品、天然ガス、石炭といったエネルギー資源）を扱う。シェヴレ・ターミナル（材木、砂糖、肥料、スクラップ）、ロシュ＝モーリス・ターミナル（穀物、肥料、溶解された金属）が、運輸量全体の10%を占める。中心部ナント島にあるウィルソン埠頭では、2002年からクルーズ船を受け入れており、さらに多くの船が公爵の都市に停泊する。この埠頭が別の場所へ移れば、さらに大きなターミナル・クルーズ船が見られるようになるだろう。候補地として、河口に近い下流のドンジュ、モントワル＝ド＝ブルターニュ、サン＝ナゼールがある。

## 行政

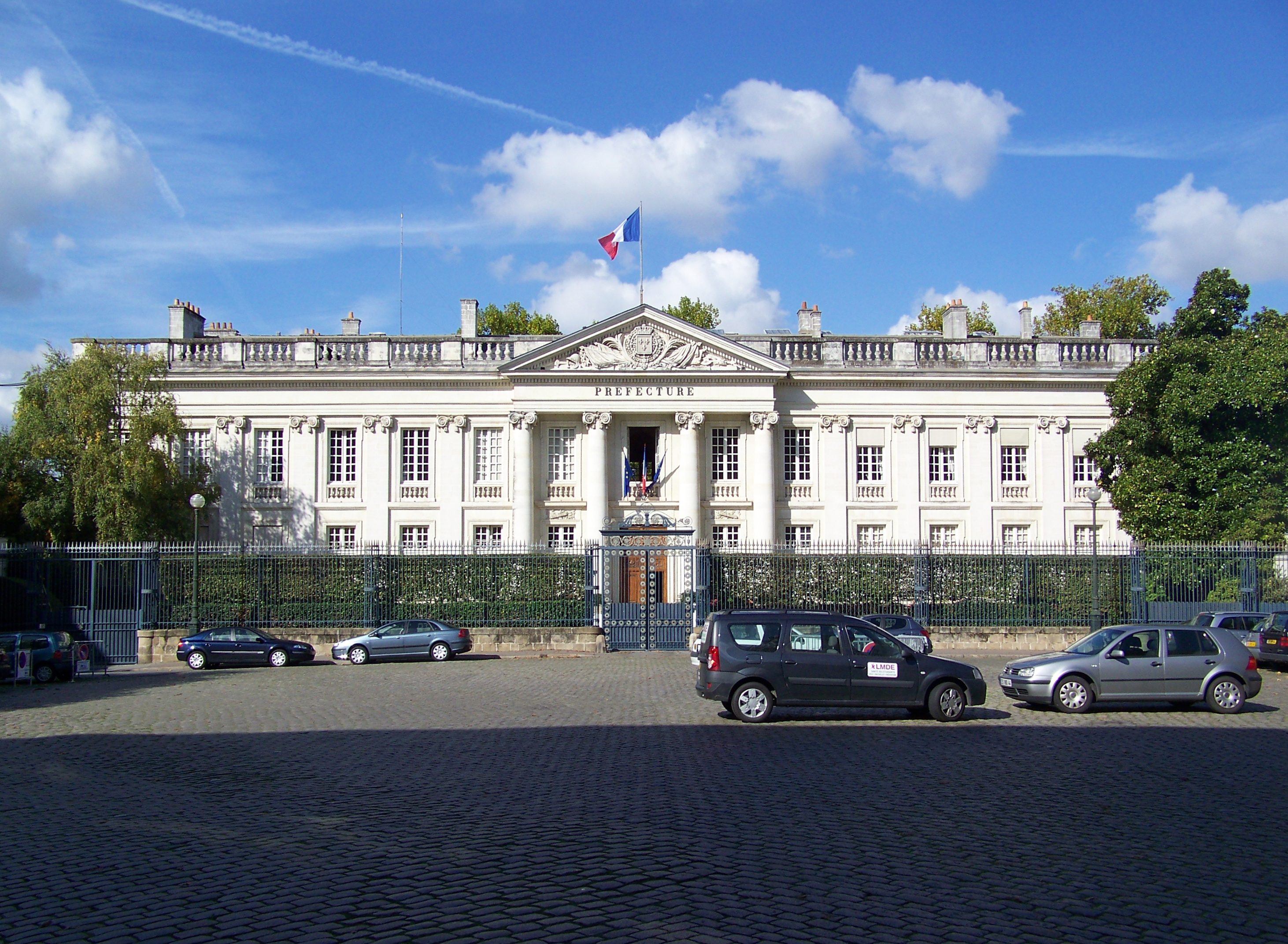
ペイ・ド・ラ・ロワール県庁舎

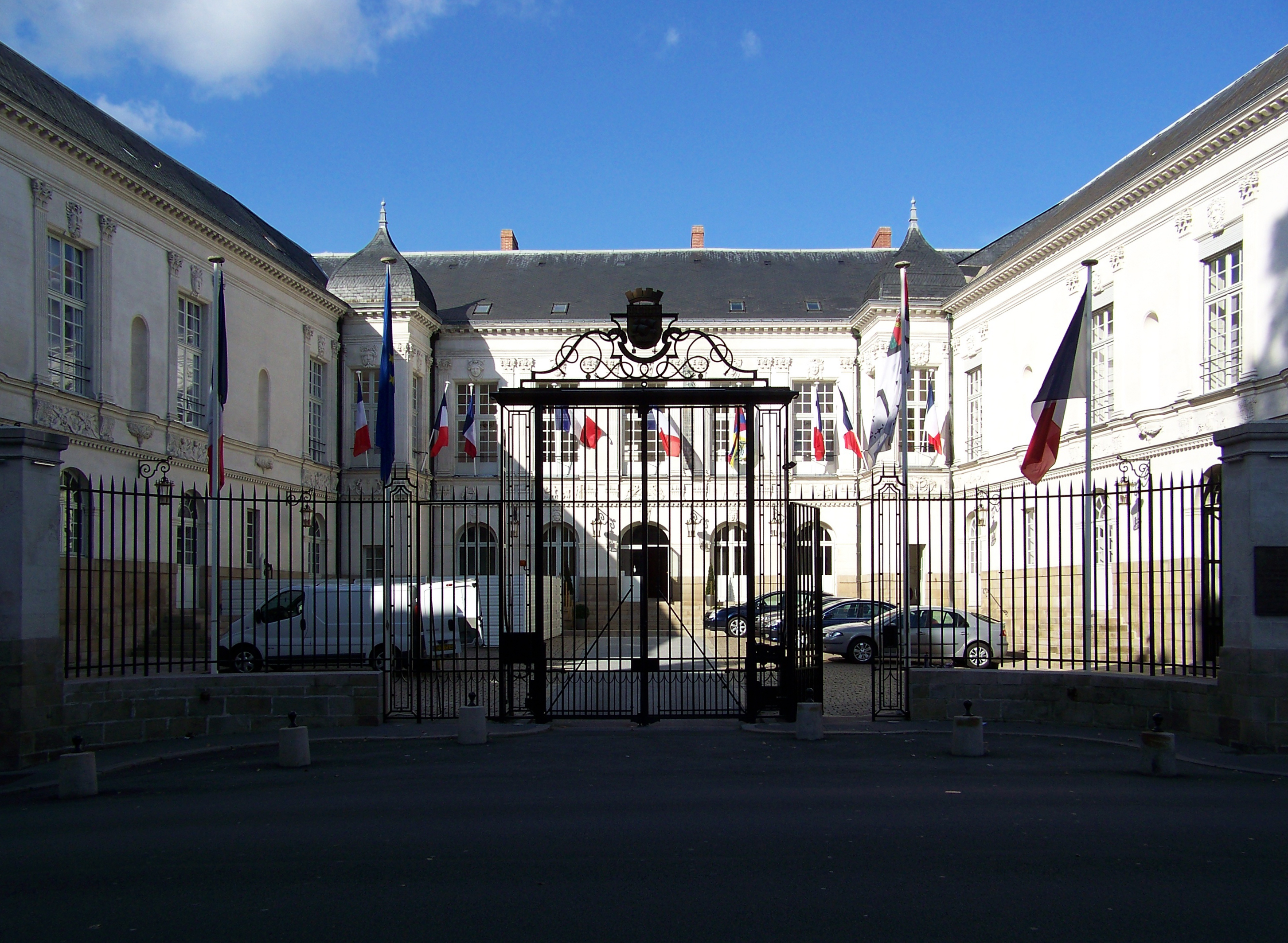
ナント市役所庁舎

前市長は、フランス社会党のパトリック・ランベールである。元市長ジャン＝マルク・エローがフランス首相に就任したため市長を辞し、ナント第一副市長職にあったランベールが2012年6月29日に市長就任した。
2014年3月のフランス地方選挙（fr）の結果、フランス社会党のジョアンナ・ロランが市長に当選した。

### 区
1995年、ナント市は11の区に再編された。
| - サントル＝ヴィル （ナント1区） - ベルヴュ＝シャントネ （ナント2区） - ドルヴァリエール＝ゾラ（Dervallières-Zola、ナント3区） - オ＝パヴェ＝サン＝フェリックス（Hauts-Pavés-Saint-Félix、ナント4区） - マラコフ＝サン＝ドナティアン（Malakoff-Saint-Donatien、ナント5区） - イル・ド・ナント（Île de Nantes、ナント6区、ナント島とも） | - ブルイユ＝バルベリー（Breil-Barberie、ナント7区） - ナント・ノール（Nantes Nord、ナント8区） - ナント・エルドル（Nantes Erdre、ナント9区） - ドゥロン＝ボッティエール （ナント10区） - ナント＝シュド （ナント11区） |

### メトロポール
ナントは23の近隣コミューンとともに、メトロポールであるナント・メトロポールを形成している。メトロポールの総面積は523.36平方kmで、人口は約58万人である。

### 小郡
ナントは11の小郡で分けられている。

### ナントとブルターニュ

ブルターニュ公国の旗

ナントは歴史的なブルターニュ地方の都市で、かつてはレンヌとともに首都であったが、現在はレンヌとは違いロワール＝アトランティック県に属している。
歴史的に、ナント周囲の地方（フランス語: Le Pays Nantais; ブルトン語: Bro Naoned; ガロ語:Paeï de Nàntt）は常にブルターニュの一部とみなされてきた。1207年、ブルターニュ公はナントを自らの本拠地とし、ロワール川岸に居城を築いた。歴代の公爵・公妃はいずれもナント大聖堂か近郊の修道院に埋葬されてきた。
1789年、フランスの歴史的な州の再編の結果、ブルターニュ地方は5つに分割された。そのうちのロワール＝アンフェリウール（Loire-Inférieure、現在のロワール＝アトランティック県）にナントは属した。文化的にも他と違う状態のまま、行政的な州としてのブルターニュは19世紀から20世紀初頭まで存在しなかった。20世紀に地方再編が行われた結果、1941年にヴィシー政府によってロワール＝アトランティック県は他のブルターニュ4県から切り離された。新設県はナントに県都機能を置き、ペイ・ド・ラ・ロワール地域圏に属すことになった。
この動きに固執する議論が多く行われた。反対派は、ブルターニュからのナントの分離は非民主的に選ばれた政権によって行われたと主張した。そしてロワール＝アトランティック県は文化的、歴史的、地理的にもブルターニュ地域圏と統合すべきであると断言した。賛成派は、再統合はナントとレンヌの間でどちらが首都となるかという諍いが再開されると議論し、ナントはペイ・ド・ラ・ロワール地域圏の県にとどまるべきとする。
言語学の論点も関わりがある。ブルターニュ東部（ブルターニュ・ガレーズBretagne Gallèseまたはオート＝ブルターニュHaute Bretagneと呼ばれる）はフランス語と同様にロマンス諸語、特に地元のガロ語がブレイス語以上に影響を持ってきた。ところが、ナント、サン＝ブリユーを含む多くの大都市では、ブレイス語が時にさらに広く話され、特に都市のブルジョワ人口で顕著である。近年、多くの二言語プラークがブレイス語オフィスの支援で市内の観光地に掲げられている。
さらに最近の2004年5月15日、6,000人の参加者を集めた、ブルターニュ再統合デモがナントで組織され、同時に論争についての5つの調査がされた結果、ロワール＝アトランティック県人口の62%から75%が再統合賛成であった。

## 教育

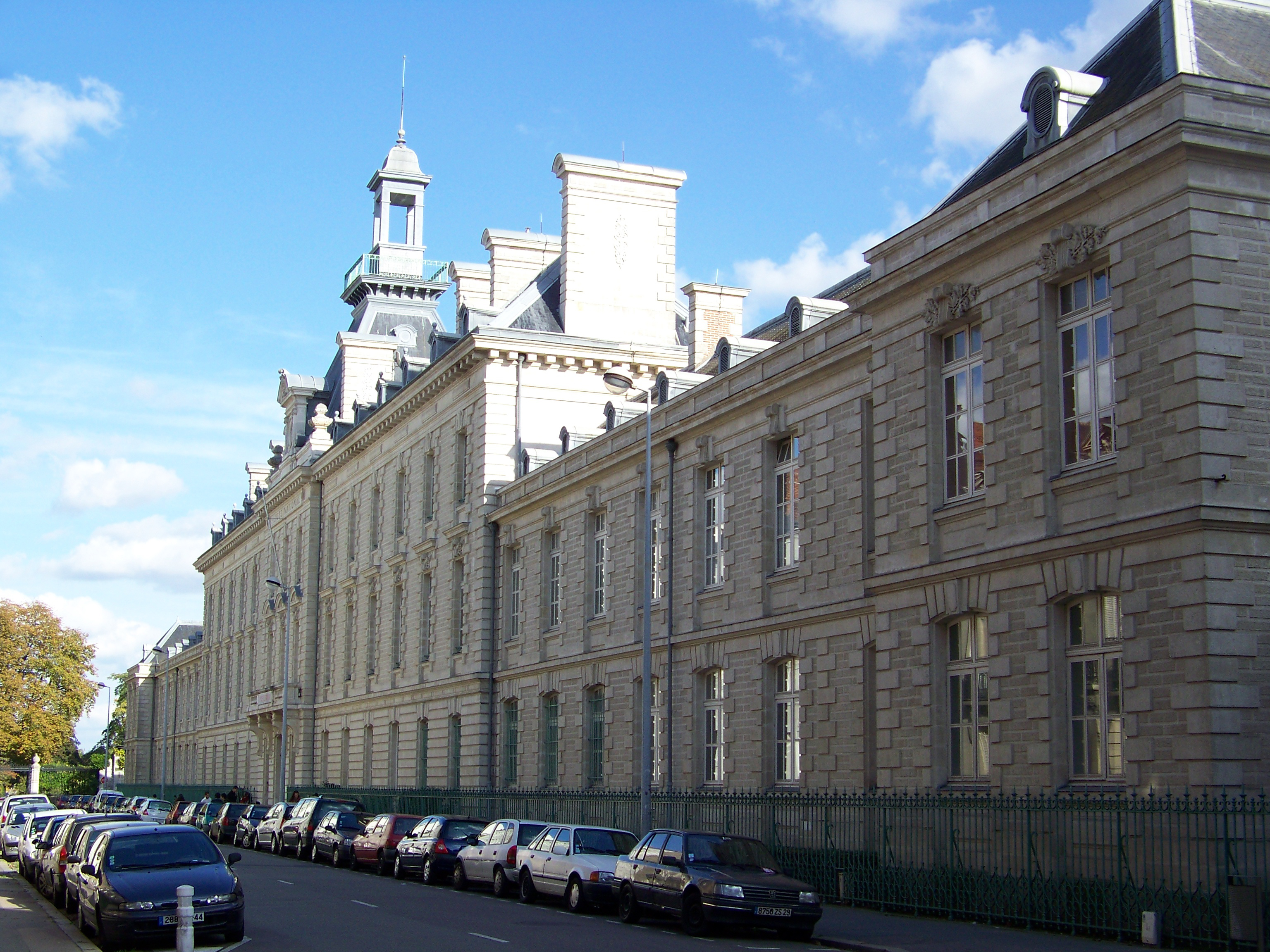
リセ・ジョルジュ＝クレマンソー

2007年、フランス語・ブルトン語の二言語学校で初等教育を受ける子供は全体の1.3%であった。
- ナント大学 - 学生数約33,000人を擁する、フランス第2位の大規模大学。ブルターニュ公フランソワ2世時代の1460年に創立されたが、フランス革命によって廃止された。現在の大学は1962年に開学した。
- エコール・ポリテクニーク・ド・ナント大学（フランス語版） - 2000年開学のポリテクニックのグランゼコール。ナント大学に属し、電気工学、コンピューター工学などを専門とする。
- ナント高等美術学校 - エコール・デ・ボザールの一校。
- リセ・ジョルジュ＝クレマンソー（フランス語版） - リセの学生数800人、グランゼコール準備クラスに900人が学ぶ。卒業生には、ジュール・ヴェルヌ、アリスティード・ブリアン、ジョルジュ・クレマンソーらがいる。

## 歴史遺産と文化

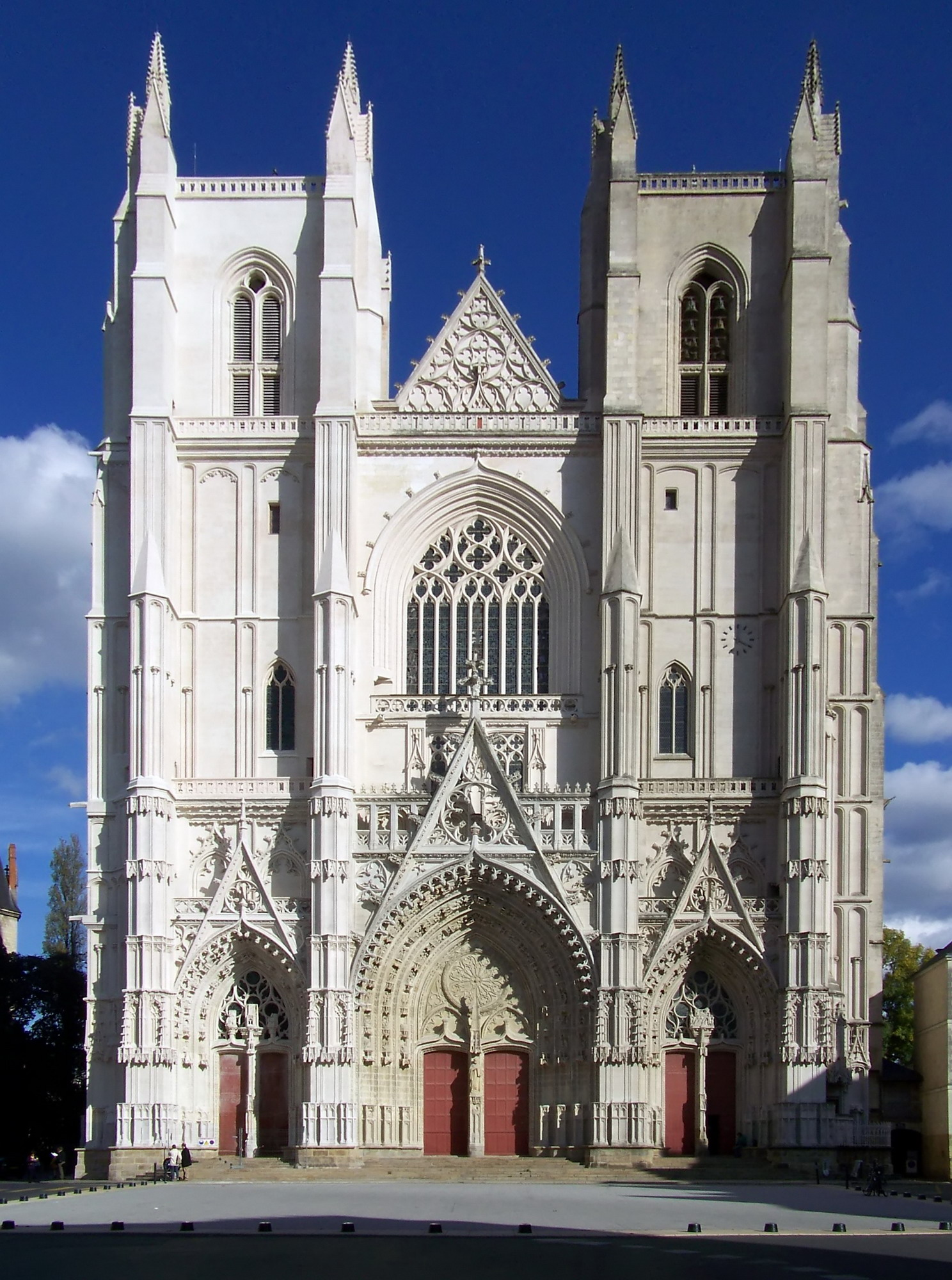
ナント大聖堂

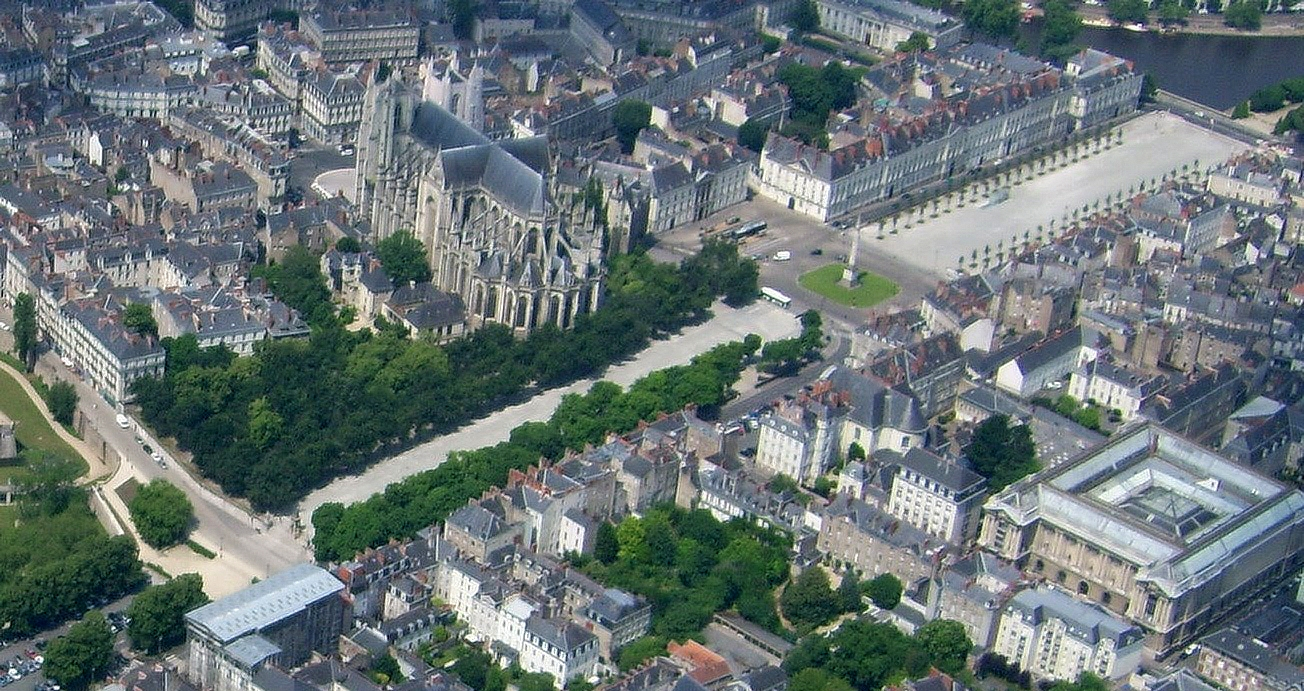
サン＝ピエール・エ・サンタンドレ広場

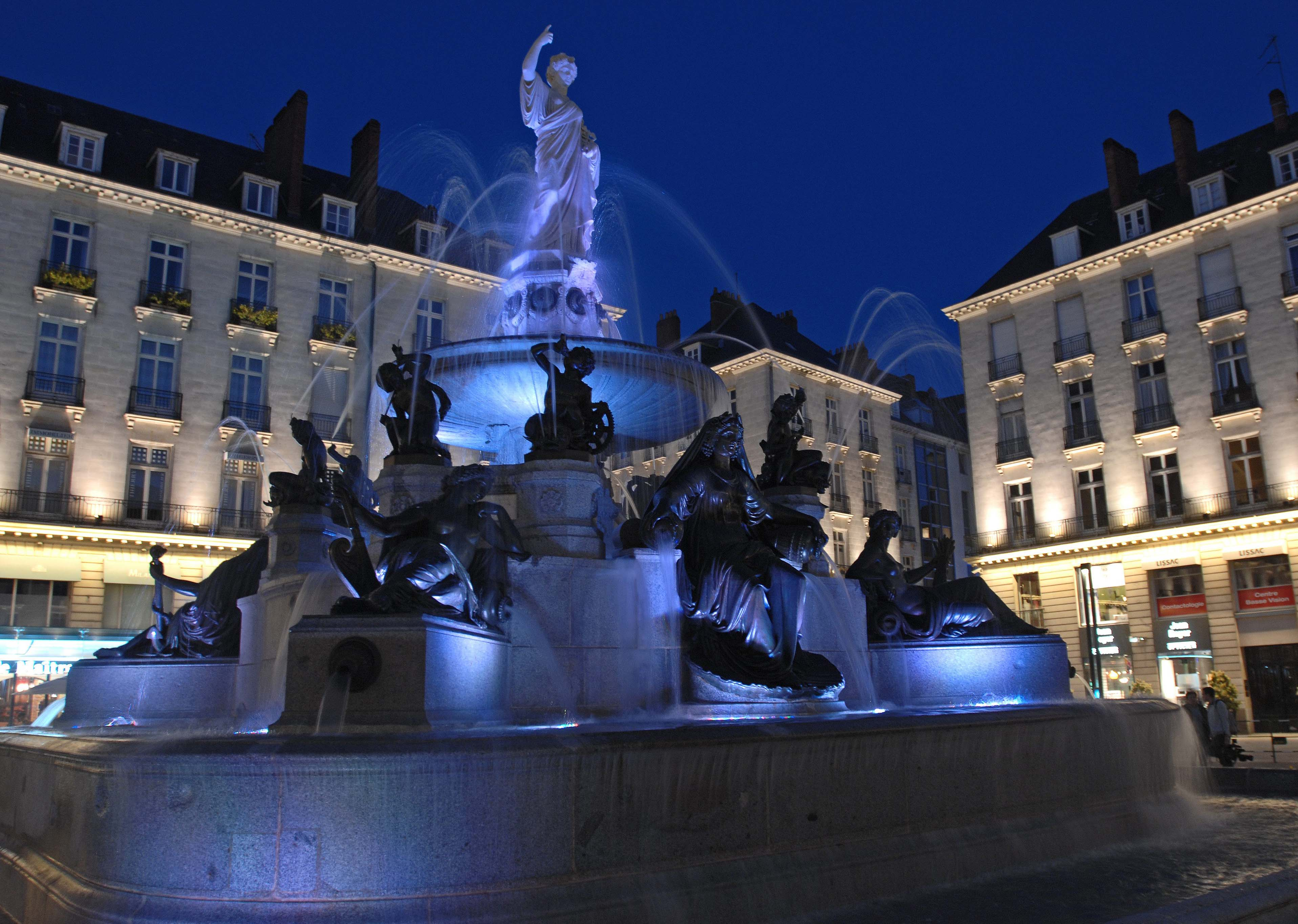
ロワイヤル広場の噴水

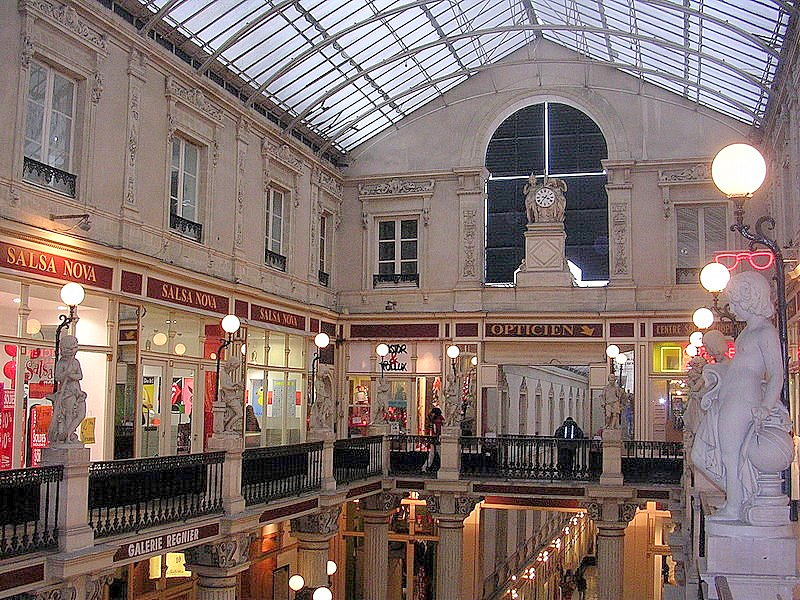
パッサージュ・ポムレー

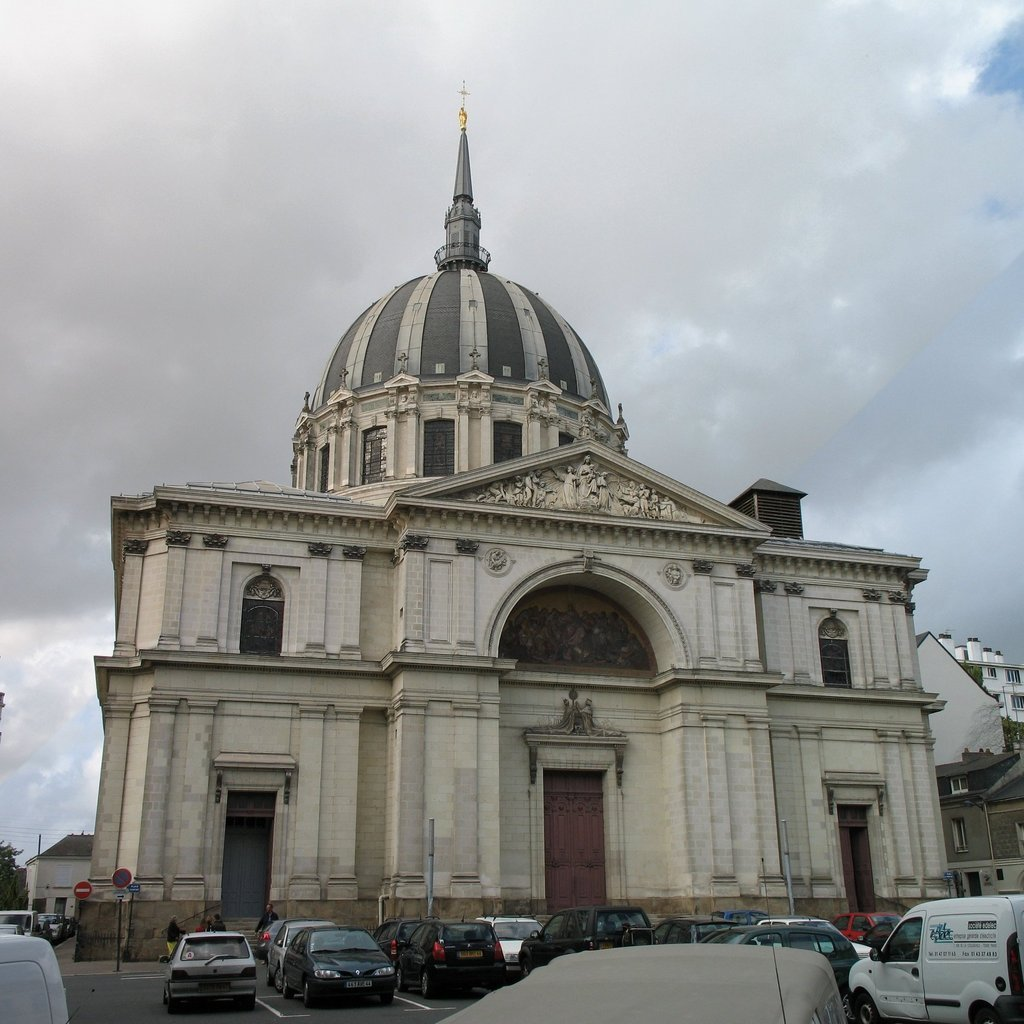
ノートルダム・ド・ボン＝ポール教会

ナントは、市の保存と歴史遺産の助成に留意することで結集した、フランス文化省と地方自治体省の指導で、芸術と歴史の街に登録されている。
1972年から、市はフォス埠頭、サン＝ピエール・エ・サンタンドレ広場、ブルターニュ公爵城、ナント大聖堂、ル・ブフェ区、イル・フェド、ロワイヤル広場、グララン広場を保護区域として制限した。面積126ヘクタールで、フランス国内でも重要な保護区域である。その反面、ナントは市内に歴史的な彫刻像（例として4つの肖像が並ぶウォレス噴水）が豊富に散在している。ナント市長ジャン＝マルク・エローは、ナントとロワール河口がUNESCO世界遺産に登録されることを希望している。
ナントは、花のまちコンクールで四つ花マークを獲得している。

### ナント歴史地区
ナントは様々な戦争によって中心部を破壊された一部の大都市とは対照的に、あらゆる時代の歴史的街区を保持できたという美点を有している。
ナントの様々な歴史地区には数多くの記念物が残る。城壁の内側、ブルターニュ大公城と大聖堂に近接したドクレ地区とル・ブーフェ地区の中世の町並みは15世紀のものである。ハーフティンバー様式の住宅や二階を張り出した家屋、あるいは18世紀に石造りで再建された建物などが中世の町割に立ち並んでいる。
建築家ジャン＝バティスト・セヌレとマチュラン・クリュシーの手による18世紀の街区は都市の中心を成している。ここには多くの広場があり、ブラッスリー・ラ・シガールとグラスラン劇場のあるグラスラン広場、壮麗な噴水・舗装・ファサード・照明などに全面的な修復が行われたロワイヤル広場、中心部で最も活気のあるコメルス広場、ルイ16世の円柱があるフォック元帥広場などが特筆される。これらの広場は、カンブロンヌ広場またはサン＝ピエール＝エ＝サンタンドレ広場のような見通しのよい空間によって相互に繋がっている。これらの地区には、県庁舎（元ブルターニュ会計局庁舎）、パレ・ド・ブルス（旧証券取引所、現在は観光局やフナックが入っている）、そしてパリのサン＝ルイ島のように全体が一体の街区となっているケルヴェガン通りのフェドー島（イル・フェドー）などが含まれる。船員の住宅が並ぶフォッス埠頭とそこへ至る通りは、21世紀に再興されたナント港の往時を物語る証人である。
20世紀から現在までにできた地区は、非常に美しい螺旋塔をもつ職人・芸術家組合の建物が駅南部にあり、他にブルターニュ塔、Immeuble CGA、Blockhaus DY10が特筆される。
ロワール川北の埋め立てと、1929年から運河に変えられたエルドル川（大戦中の犠牲者を追悼する50人の人質広場がある）は、旧市街の性格に大きな変化を与えた。ブルターニュ大公城、コメルス広場、フェドー島のファサード、現在では水際から離れているフォッス埠頭などは元来水辺にあったものである。フォッス埠頭の一部を復元する計画が検討されている。

### 史跡とみどころ
- ナント大聖堂（Cathédrale Saint-Pierre-et-Saint-Paul de Nantes） - 正式名称はサン＝ピエール＝エ＝サン＝ポール大聖堂。1434年にゴシック様式の大聖堂として建設が始まり、457年後の1891年に完成した。ナント司教座が置かれている。1862年に歴史的記念物指定された。
- ブルターニュ公爵城（Château des ducs de Bretagne） - 13世紀から15世紀まで、ブルターニュ公の居城だった。ナントの勅令が布告された場所。2007年に修繕が終了。内部にはナント歴史博物館がある。
- サン・ニコラ教会（Église Saint-Nicolas） - 1869年完成。ネオ・ゴシック様式。歴史的記念物に指定されている。
- サント＝クロワ教会（Église Sainte-Croix de Nantes） - 1685年建設。元々はイエズス会派教会。
- ノートルダム・ド・ボン＝ポール教会（Église Notre-Dame de Bon-Port） - 1846年建設。フォッセ埠頭に近い。アンヴァリッドに似たドームをもつ。
- サン＝ドナティアン教会（Église Saint-Donatien） - ナントの守護聖人聖ドナティアン（3世紀のマクシミアヌス帝時代の迫害で殉教）へ献堂された。ドナティアンのサルコファガスがある。
- ナント美術館（Musée des Beaux-Arts de Nantes） - 1801年創設。13世紀から現代までの美術品を所蔵。ジョルジュ・ド・ラ・トゥールの描いた『聖ジョゼフの夢想』など。
- ナント自然史博物館（Muséum d'histoire naturelle de Nantes）
- ジュール・ヴェルヌ博物館 - ヴェルヌの自筆原稿、初版本などを所蔵。
- 郵便博物館
- ナント植物園（Jardin des plantes de Nantes） - マラコフ区にあり、7ヘクタールの面積を持つ。
- イル・ド・ヴェルサイユ・日本庭園（Jardin japonais de l'Île de Versailles）
- レ・マシーヌ・ド・リール（英語版）（Les Machines de l'Île） - 2007年に開園した遊興施設。ロワイヤル・ド・リュクスが、ジュール・ヴェルヌの世界をテーマにした興行を行った。木製の象を模した大型の乗り物は注目を浴びる。[27]
- パッサージュ・ポムレー（Passage Pommeraye） - 1843年からある、ナントのアーケード型ショッピングモール。1976年にフランス歴史的記念物となった。
- グララン劇場（Théâtre Graslin） - オペラハウス。1788年完成。再建の済んだ1811年にはナポレオンが訪問した。アンジェ＝ナント・オペラ（フランス語版）が本拠を置く。

### 行事
- ラ・フォル・ジュルネ - ナントで年に一度開催されるクラシック音楽祭。
- ナント三大陸映画祭 - 1979年から毎年11月から12月に開催されている。
- エステュエール・ビエンナル（フランス語版） - 現代美術の展示を行う。

1979年に結成されたストリート・シアター集団ロワイヤル・ド・リュクスは、ナントを本拠としている。大がかりな巨大な操り人形を用い、童話の世界のようなショーを行う。1999年に結成された機械を作る集団ラ・マシンはナントの「マシン・ド・リル」プロジェクトで巨大な木製の象等を提供している。

## スポーツ
ナントは、ユーロ1984、ワールドカップ1998フランス大会、ラグビーワールドカップ2007・ラグビーワールドカップ2023の開催地となった。
- FCナント - プロサッカークラブ。スタッド・ドゥ・ラ・ボージョワールをホームとする。
- スタッド・ナンテーズ・ユニヴェルシテ（フランス語版） - プロラグビークラブ
- エルミーヌ・ド・ナント・アトランティック（フランス語版） - プロバスケットボールクラブ。スポーツ複合施設パレ・デ・スポルト・ド・ボーリュー（フランス語版）をホームとする。
- ナント・アトランティック（フランス語版） - 1991年創設のプロ野球クラブ。同じく港町を本拠とする大リーグシアトル・マリナーズにちなみ、別名をマリネール・ド・ナント（Mariners de Nantes）という。
- プティ・ポール競馬場（フランス語版） - 1875年完成。

## 交通

### 航空
ナントの南西約8kmのブグネにナント・アトランティック空港がある。エール・フランスのみならず、ライアンエアー、チュニスエア、ロイヤル・エア・モロッコなどが乗り入れており、国内線・国際線ともに充実している。また2015年開港予定のグラン・ウエスト空港建設計画が進んでおり、ナント北西30kmのノートルダーム＝デ＝ナントに建設する予定となっている。

### 鉄道
中心となる駅はナント駅である。これはロワール川沿いにトゥールとサン＝ナゼールを結ぶ路線上にあり、またラ・ロッシュ＝シュル＝ヨンなどへの支線が分岐する。1938年のフランス国鉄発足まで、ナントに乗り入れる鉄道はパリ・オルレアン鉄道と国有鉄道に分かれており、駅もパリ・オルレアン鉄道がナント・オルレアン駅（現ナント駅）、国有鉄道がロワール川中州のナント国鉄駅となっていた。統合後は旧国鉄駅は貨物駅となっている。
1989年のLGV大西洋線開通によりTGVが乗り入れるようになり、パリとはおよそ2時間でつながっている。コライユを利用すれば、カンペール、ラ・ロシェル、ボルドー、リヨン、トゥールーズまでつながっている。TERペイ・ド・ラ・ロワール線の鉄道とバスでは、サン＝ナザール、アンジェ、ル・マン、ラ・ロッシュ＝シュル＝ヨンとつながる。

### 市内交通

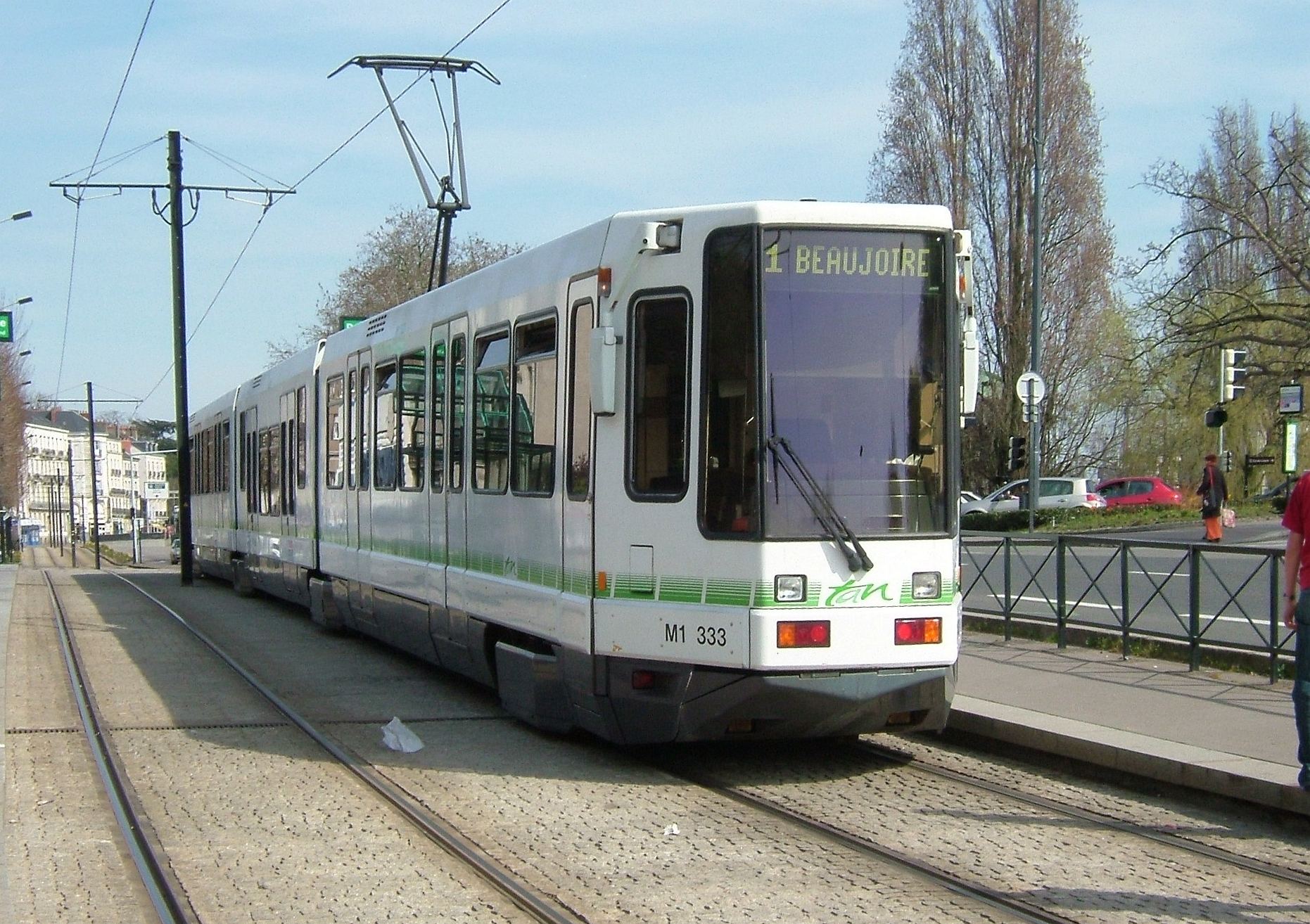
ナントのトラム（路面電車）

ナント市内の交通機関はナント都市地域交通会社(SEMITAN)によって運営されている。
ナントのバスは1826年にスタニスラス・ボードリーによって創業された乗合馬車を起源とする。現代では市内路線、郊外路線、ナント・アトランティック空港間の高速バスも運営する。
1875年には馬車軌道（トラム）が開通し、1911年には電化されて路面電車となった。1958年に一度全廃されたが、1985年に復活した。これは20世紀末から21世紀にかけてのフランスでのトラム復権の第一号である。2009年1月現在で3路線40.1kmが運行されている。
なお2006年に開業した4号線は当初トラムとして計画されていたがバス専用レーン方式のバス・ラピッド・トランジットに変更された。

## 軍事
フランス陸軍第9海兵軽機甲旅団が司令部を置き、第22海兵歩兵大隊がナントに駐屯している。

## 姉妹都市・提携都市
姉妹都市
- カーディフ、ウェールズ, 1964年
- トビリシ、ジョージア, 1979年
- ジャクソンビル、アメリカ合衆国フロリダ州, 1985年
- ザールブリュッケン、ドイツ, 1965年
- シアトル、アメリカ合衆国ワシントン州, 1980年
- 青島、中国, 2005年
- 新潟、日本, 2009年(1999年に交流協定都市として提携後、姉妹都市に発展）

友好都市
- レシフェ、ブラジル
- ダーバン、南アフリカ
- コチャバンバ、ボリビア
- アガディール、モロッコ
- Dschang（フランス語版）、カメルーン
- リュフィスク、セネガル

## 出身その他ゆかりある人物
- ピエール・カンブロンヌ：フランス第一帝政期の軍人
- アリスティード・ブリアン：政治家、フランスの首相
- ジャン＝マルク・エロー：政治家、フランスの首相（2012-14）
- レオン・フーコー：物理学者、地球の自転証明。パリとナント双方で少年期を過ごした。
- ジュール・ヴェルヌ：作家
- ジョルジュ・バルビエ：イラストレーター
- ルイ・ド・フュネス：男優、仏の国民的喜劇王。1983年、ナントで死去。
- バルバラ：1964年、楽曲「ナントに雨が降る」を発表。
- マルゴ・アバスカル（フランス語版）：女優、舞台女優
- ブノワ・レジャン：男優
- アンナ・ムグラリス：女優、モデル
- ユルリク・ラメ：サッカー選手
- ジェレミー・トゥララン：サッカー選手